# Parafia św. Michała Archanioła w Kutnie
Parafia św. Michała Archanioła w Kutnie – rzymskokatolicka parafia należąca do dekanatu Kutno – św. Michała Archanioła w diecezji łowickiej. 
Erygowana 5 maja 1951 przez arcybiskupa gnieźnieńskiego kardynała Stefana Wyszyńskiego.
Trójnawowy, bazylikowy kościół projektowany przez ks. Tadeusza Furdyne (SDB) został wzniesiony w latach 1953–1968 i był konsekrowany przez kardynała Stefana Wyszyńskiego w 1968 r. Parafię prowadzą księża salezjanie. Od 2023 roku proboszczem jest ks. Edmund Modzelewski SDB.
Parafia liczy 3710 wiernych.

## Zasięg parafii
Do parafii należą wierni mieszkający we wschodniej części Kutna oraz pobliskich miejscowości: Adamowice, Boża Wola, Dębina, Dudki, Franki Wroczyńskie, Grabków, Gnojno, Krzesin, Leszczynek, Podczachy, Stanisławów, Woźniaków i Wroczyny.

## Proboszczowie
Źródło: strona internetowa parafii
- ks. Jan Stanek (1951–1959)
- ks. Władysław Szulejko (1959–1969)
- ks. Bernard Duszyński (1969–1975)
- ks. Kazimierz Cichecki (1975–1981)
- ks. Tadeusz Bazylczuk (1981–1987)
- ks. Jan Gniedziejko (1987–1990)
- ks. Józef Michurski (1990–1999)
- ks. Kazimierz Rzymowski (1999–2011)
- ks. Wiesław Felka (2011–2013)
- ks. Józef Pietrusik (2013–2023)
- ks. Edmund Modzelewski (od 2023)